# Internationale Friedensfahrt 1959
Die 12. Internationale Friedensfahrt (französisch Course de la paix) war ein Radrennen, das vom 2. bis zum 16. Mai 1959 ausgetragen wurde. Die Rundfahrt bestand aus 13 Einzeletappen und führte auf einer Gesamtlänge von 2057 km von Ost-Berlin über Prag nach Warschau. Ost-Berlin war zum ersten Mal Startort der Tour. Gesamtsieger wurde der DDR-Teilnehmer Gustav-Adolf Schur, der als erster Fahrer die Tour zum zweiten Mal gewann. Mannschaftssieger wurde die Sowjetunion. Der beste Bergfahrer war der Engländer Brian Haskell. Von den 108 gestarteten Fahrern erreichten 92 den Zielort Warschau.

## Teilnehmer
1959 nahmen Fahrer aus 18 Ländern an der Friedensfahrt teil, zwei weniger als vor einem Jahr. Gegenüber dem Vorjahr fehlten Österreich, Schweden und der westdeutsche Bund Deutscher Radfahrer. Als Neuling hatte Monaco gemeldet, dessen Fahrer Unabhängige (also auch bei den Berufsfahrern startberechtigt) waren. Im Einzelnen nahmen folgende Mannschaften teil:
| - Belgien - Bulgarien - Dänemark - DDR - England - Finnland - Frankreich - Italien - Jugoslawien | - Luxemburg - Monaco - Niederlande - Polen - Rumänien - Schweiz - Sowjetunion - Tschechoslowakei - Ungarn |

Der Deutsche Radsport-Verband der DDR hatte folgende sechs Aktive nominiert:
| - Egon Adler - Wolfgang Braune - Bernhard Eckstein | - Günter Lörke - Johannes Schober - Gustav-Adolf Schur |

## Rennverlauf
Auf den ersten drei Etappen gab es einen ständigen Wechsel des Gelben Trikots. Gewinner der 1. Etappe war der Russe Juri Melichow, er verlor am 2. Renntag die Führung an René Vanderveken aus Belgien, nach dem 3. Abschnitt lag der DDR-Fahrer Bernhard Eckstein im Gesamtklassement vorne. Danach triumphierte der Italiener Romeo Venturelli, der nach seinem Sieg bei der 4. Etappe drei Renntage lang in Gelb fuhr. Bei der ersten Bergetappe von Karl-Marx-Stadt nach Karlovy Vary (5., 137 km) gab es den ersten DDR-Etappensieg durch Egon Adler. Eine Vorentscheidung für die Einzelwertung brachte die 7. Etappe (Prag – Brünn). Auf der mit 225 km längsten Etappe gelang es den beiden DDR-Fahrern Adler und Schur, sich einer 16-köpfigen Ausreißergruppe anzuschließen, die am Ziel zwölf Minuten Vorsprung vor dem Hauptfeld hatte. Im Hauptfeld befand sich auch der Träger des Gelben Trikots Venturelli, der auf den Etappendritten Schur fast zehn Minuten verlor und ihm die Führung in der Gesamtwertung überlassen musste, in der sich Adler durch seinen Etappensieg auf Rang 2 vorgearbeitet hatte. Lange sah es nach einem Doppelsieg für die DDR aus, denn bis zur 11. Etappe konnte Adler seinen 2. Platz hinter Schur verteidigen. Auf dem 12. Tourabschnitt verlor Adler jedoch fast vier Minuten auf das Trio Venturelli, Schur und den Niederländer Ab Geldermans, sodass sich Venturelli auf Platz 2 vorarbeiten konnte. Auf der Schlussetappe Lodz – Warschau sorgte die DDR-Mannschaft dafür, dass die mehrfach vorgetragenen Ausreißversuche dem im Gelben Trikot fahrenden Gustav-Adolf-Schur nicht mehr gefährlich werden konnten und er den Gesamtsieg sicher nach Hause fahren konnte. Zur tragischen Figur wurde kurz vor dem Ziel der Italiener Venturelli, der – durch seinen Sturz verletzt – über eine Minute einbüßte und in der Gesamtwertung hinter den Belgier Vandervecken auf den 3. Rang zurückfiel.
Im Kampf um die Blauen Trikots der Mannschaftswertung hatte die DDR-Mannschaft lange Zeit gute Chancen auf den Gesamtsieg. Noch nach der 5. Etappe führten die Männer um Schur mit drei Minuten Vorsprung die Gesamtwertung an, doch auf dem 7. Tourabschnitt verloren sie auf die Sowjetunion 12 Minuten, die daraufhin die Blauen Trikots überstreifte. Auf der vorletzten Etappe griffen die DDR-Fahrer noch einmal an, es gelang ihnen aber nur, den Vorsprung lediglich um sechs Minuten zu verkürzen. Auf der letzten Etappe konnte keine Mannschaft mehr Boden gut machen, sodass am Ende das sowjetische Team mit einem Vorsprung von über drei Minuten vor der DDR die Mannschaftswertung gewann.
| Etappe     | Start – Ziel                   | Etappensieger               | Etappen- länge | Fahrzeit |
| 01. Etappe | Rund um Ost-Berlin             | Juri Melichow (Sowjetunion) | 119 km         | 2:53:34  |
| 02. Etappe | Ost-Berlin – Magdeburg         | René Vanderveken (Belgien)  | 170 km         | 4:21:22  |
| 03. Etappe | Magdeburg – Leipzig            | Boris Bebenin (Sowjetunion) | 150 km         | 3:34:10  |
| 04. Etappe | Leipzig – Karl-Marx-Stadt      | Romeo Venturelli (Italien)  | 183 km         | 4:42:55  |
| 05. Etappe | Karl-Marx-Stadt – Karlovy Vary | Egon Adler (DDR)            | 137 km         | 3:47:54  |
| 06. Etappe | Karlovy Vary – Prag            | Roger Vindevogel (Belgien)  | 175 km         | 4:46:28  |
| 07. Etappe | Prag – Brünn                   | Egon Adler (DDR)            | 225 km         | 6:57:41  |
| 08. Etappe | Brünn – Gottwaldov             | Romeo Venturelli (Italien)  | 137 km         | 3:33:12  |
| 09. Etappe | Gottwaldov – Ostrava           | Henry de Wolf (Belgien)     | 140 km         | 3:45:12  |
| 10. Etappe | Ostrava – Krakau               | Giuseppe Tonucci (Italien)  | 190 km         | 5:03:23  |
| 11. Etappe | Krakau – Kattowitz             | Roger Vindevogel (Belgien)  | 132 km         | 3:13:42  |
| 12. Etappe | Kattowitz – Łódź               | Romeo Venturelli (Italien)  | 167 km         | 4:24:32  |
| 13. Etappe | Łódź – Warschau                | Gabriel Moiceanu (Rumänien) | 132 km         | 3:14:10  |

## Endresultate

### Einzelwertung

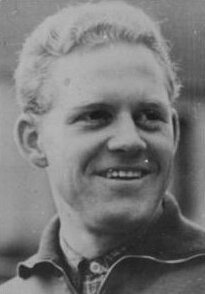
Zum zweiten Mal Gesamtsieger: G.-A.-Schur (DDR)

|     | Fahrer              | Mannschaft       | Zeit     |
| 01. | Gustav-Adolf Schur  | DDR              | 54:48:59 |
| 02. | René Vanderveken    | Belgien          | 54:54:13 |
| 03. | Romeo Venturelli    | Italien          | 54:54.24 |
| 04. | Ab Geldermans       | Niederlande      | 54:54:33 |
| 05. | Egon Adler          | DDR              | 54:55:12 |
| 06. | Nentscho Christow   | Bulgarien        | 54:65:22 |
| 07. | Juri Melichow       | Sowjetunion      | 54:57:31 |
| 08. | Wiktor Kapitonow    | Sowjetunion      | 54:58:45 |
| 09. | Dave Bedwell        | England          | 55:01:38 |
| 10. | Bogusław Fornalczyk | Polen            | 55:02:29 |
| 11. | Vagn Bangsborg      | Dänemark         | 55:03:55 |
| 12. | Josef Křivka        | Tschechoslowakei | 55:04:26 |
| 13. | Bernhard Eckstein   | DDR              | 55:04:39 |
| 14. | Pawel Wostrjakow    | Sowjetunion      | 55:04:43 |
| 15. | Miroslav Mareš      | Tschechoslowakei | 55:07:05 |
| 16. | Stanisław Gazda     | Polen            | 55:08:22 |
| 17. | Livio Trapè         | Italien          | 55.10:10 |
| 18. | Günter Lörke        | DDR              | 55:14:20 |
| 19. | Constant Goossens   | Belgien          | 55:16:13 |
| 20. | Joe Christison      | England          | 55:16:44 |
| …   |                     |                  |          |
| 22. | Johannes Schober    | DDR              | 55:19:50 |
| 26. | Wolfgang Braune     | DDR              | 55:29:07 |
| …   |                     |                  |          |
| 90. | Claude Rico         | Monaco           | 60:57:10 |
| 91. | Pavel Zidan         | Jugoslawien      | 61:00:01 |
| 92. | Sauli Uusi-Kokko    | Finnland         | 64:35:59 |

### Mannschaftswertung
|     | Mannschaft | Zeit      |
| 01. | Sowjetunion Juri Melichow (7.), Wiktor Kapitonow (8.), Pawel Wostrjakow (14.), Anatoli Tscherepowitsch (24.) Nikolai Kolumbet (38.), Boris Bebenin (46.) | 164:31:13 |
| 02. | DDR | 164:34:46 |
| 03. | England | 164:47:50 |
| 04. | Belgien | 164:55:39 |
| 05. | Polen | 165:00:14 |
| 06. | Niederlande | 165:10:11 |
| 07. | Bulgarien | 165:10:27 |
| 08. | Tschechoslowakei | 165:17:35 |
| 09. | Rumänien | 165:47:14 |
| 10. | Italien | 166:13:20 |
| 11. | Dänemark | 166:17:47 |
| 12. | Ungarn | 167:23:47 |
| 13. | Monaco | 167:32:45 |
| 14. | Frankreich | 168:29:19 |
| 15. | Jugoslawien | 168:55:32 |
| 16. | Finnland | 170:34:13 |
| 17. | Schweiz | 170:43:58 |
| 18. | Luxemburg | 178:33:12 |

### Bergwertung
|    | Fahrer           | Mannschaft  | Punkte |
| 1. | Brian Haskell    | England     | 26     |
| 2. | Henri Epalle     | Frankreich  | 20     |
| 3. | Giuseppe Tonucci | Italien     | 15     |
| 4. | Wiktor Kapitonow | Sowjetunion | 15     |
| 5. | Johannes Schober | DDR         | 12     |